# Породження розуму
«Породження розуму» (англ. Out of Their Minds) — науково-фантастичний роман Кліффорда Сімака, вперше опублікований в 1970 року.

## Зміст
Відомий журналіст Гортон Сміт вирішив провести час у містечку свого дитинства Пайлот Кноб, щоб порибалити і написати книгу.
По дорозі туди перед його автомобілем раптово з'явився трицератопс, але з'їхавши з дороги, вдалось уникнути зіткнення.
Гортон вирішив пошукати допомоги у місцевих, в найближчому будинку він зустрів подружжя гілбіллі Снафі та Луїзі Смітів з коміксу Барні Гугл і Снафі Сміт.
Заночувавши у їх будинку, він прокинувся у печері, з гримучими зміями, і тільки надзвичайна холоднокровність допомогла йому уникнути смерті.
Добравшись до свого містечка, він потрапив на шкільний благодійний захід, де, через симпатію до місцевої вчительки Кеті Адамс, нажив собі ворогів серед місцевих хуліганів.
Після бійки, він на каное вирушив на риболовлю. А коли повертався, його перестріла Кеті і попередила, що один з хуліганів мертвий, і йому загрожує лінчування.
Гортон попросив Кеті забрати з його житла наукову працю його друга, про фізичну реальність людських фантазій.
А сам поплив у сусіднє містечко переховуватись. По дорозі на нього напав морський змій, але він не тільки не злякався, а й почав на нього риболовлю.
В сусідньому місті, він зателефонував своєму адвокату Філіпу Фрімену, племіннику померлого друга, але той загинув при схожих нереальних умовах,
і тоді Гортон зрозумів, що небезпеки вигаданого світу очікують кожного, хто прочитав працю його друга.
Він попросив Кеті негайно привезти наукову працю, але вона вже встигла її прочитати.
По приїзду вони відбивають напад зграї вовків, і рефері їхніх випробувань повідомляє, що Гортон свої 3 випробування пройшов, але тепер будуть випробування для Кеті.
Гортон пропонує самому пройти їх і рефері погоджується.
Після того як Кеті підвернула ногу, вона опиняється заручником у відьми, а Сатана пропонує Гортону після випробувань бути посередником між ним та людьми.
Сатана хоче звільнити вигаданий світ від нових фантазій людей — коміксів, мультфільмів, фантастики.
Наступними випробуваннями Гортона є поєдинок з Дон Кіхотом та участь у битві під Геттісбургом.
Далі Гортон направляється у Вашингтон, очікуючи, що Сатана стримає слово і візьме Кеті з собою на переговори у Білий Дім.
Однак по дорозі його чекає ще одне випробування від віроломного рефері: він зустрічає Стародавнього з творів Лавкрафта.
У Вашингтон віроломний Сатана прибув без Кеті і своїм наказом зупинив роботу всіх двигунів, і пообіцяв відключити електрику та заблокувати роботу коліс.
Однак переговори з президентом США пройшли невдало, і він збирався покинути Білий дім.
Гортон з допомогою Дон Кіхота перемагають Сатану і катуючи святою водою беруть з нього обіцянку скасувати все зло заподіяне людям.
Кеті повертається до Гортона.